# Petritj
För andra betydelser, se Petritj (olika betydelser).
Petritj är en stad i Blagoevgradregionen i Bulgarien, belägen vid Belasicabergen, inte långt från Bulgariens gränser mot Grekland och Nordmakedonien. Staden är centralort i Petritj kommun.

### Fotnoter
1. ↑  Petrich at GeoNames.Org (cc-by); post uppdaterad 2012-01-18; databasdump nerladdad 2015-11-20
2. ↑  ”Municipality Petrich” (på engelska). Guide Bulgaria. http://www.guide-bulgaria.com/SW/blagoevgrad/petrich. Läst 30 augusti 2014.